# Aiden Shaw
Pour les articles homonymes, voir Aiden et Shaw.
Aiden Shaw (né le 22 février 1966 à Harrow, Londres) est un écrivain, compositeur et ancien acteur britannique de films pornographiques gay.

## Biographie
Aiden Shaw étudie l'expression artistique à l’Université de Brighton et étudie l’année suivante au Harrow College of Higher Eduction : cinéma, télévision, photographie et vidéo. En 1991, Aiden Shaw collabore avec l’artiste Mark Beard, basé à New York, pour produire une publication à tirages limités nommée « Aiden ».
Il commence à se prostituer et au début des années 1990, il part pour Los Angeles et commence à travailler dans le cinéma pornographique gay. Il tourne dans plus de cinquante films réalisés chez Falcon Studios, Catalina Films et Studio 2000. Il se fait remarquer grâce à sa présence physique et son intelligence au-dessus de l'acteur porno lambda. La taille (22 cm) et la ligne esthétique de son sexe, là aussi, sont remarquables.
En 1996, il écrit son premier roman autobiographique Brutal et The Bad Press publie un recueil de ses poèmes, If Language at the Same Time Shapes and Distorts Our Ideas and Emotions, How Do We Communicate Love ?.  La même année, il est déclaré séropositif. Deux romans ont ensuite suivi en 1997 et 2001, Boundaries et Wasted, puis en 2006 un récit autobiographique racontant huit années de sa vie intitulé My Undoing: Love in the Thick of Sex, Drugs, Pornography, and Prostitution devient un best-seller[réf. nécessaire].
En plus de ses livres, Aiden écrit et produit deux albums de musique, il chante Aiden’s Shaw's Whatever, et produit Nina Silvert Does Aiden Shaw, avec l’artiste (et collaboratrice de longue date) Nina Silvert. En 2007, Aiden Shaw obtient une maîtrise en création littéraire à la Goldsmiths University of London. En 2009, après avoir approfondi ses compétences littéraires à Goldsmiths, il publie:  Sordid Truths: Selling My Innocence for a Taste of Stardom qui serait son plus beau livre à ce jour. En 2011, il suit une formation pour être professeur d'anglais. En 2012, il commence une carrière en tant que mannequin et signe avec l’agence Success Models (Paris). Il apparait alors dans GQ et Lui.

## Œuvres
- Aiden (1991)
- Brutal (1996)
- How do we Communicate Love? (1996)
- Boundaries (1997)
- Wasted (2001)
- My Undoing (2006)
- Sordid Truths (2010)

## Filmographie (pornographique)
- Addiction 1 (Falcon Studios|Jocks Video Pac 115) avec Josh Weston, Danny Vox, Maxx Diesel, Tommy Brandt, Brad Benton, Ken Houser, Alec Martinez, Trent Atkins, Rob Romoni, Danny Lopez, et dans un rôle non sexuel Jack Ryan, Colby Taylor.
- Addiction 2 (Jocks Video Pac 116) avec Josh Weston, Danny Vox, Brad Patton, Justin Dragon, Jacob Hall, Daniel Montes, Marcus Iron, Joe Foster, Filippo Romano, Ken Houser, Trent Austin, et dans un rôle non sexuel Trent Atkins.
- Backroom, The (Falcon Studios|Falcon Video Pac 96, 1995) avec Ken Ryker, Hal Rockland, Casey Jordan, Trent Reed, Mac Reynolds, Josh Powell, Sean Diamond, Jeff Austin et J.T. Sloan. Dirigé par John Rutherford.
- Best of Derek Cruise, The (compilation) avec Derek Cruise, Tony Idol, Dallas Taylor, Tyler Regan, et Max Holden.
- Best of Joey Morgan (Catalina compilation) with Joey Morgan, Jason Andrews, Trent Reed, Cody Foster.
- Blockbuster Cocks (compilation) avec Ray Harley, Blake Harper, Buddy Jones, Robert Black, Jared Wright, Joshua Scott, Hank Hightower, Mike Vespa, Steve Rambo, Cliff Parker, Max Grande, Tony Zerega, Cole Tucker, Antonio, Buck Meadows and Jacob Hays, Michael Cody, Cole Youngblood, Rob Cryston, Chris Champion, Zak Spears et Chad Hunt.
- Boot Black 2: Spit Shine avec Devyn Foster, Cliff Parker, Jake Andrews, Rob Cryston, Donnie Russo, York Powers, Dave Logan, Alex Kincaid, Casey Jordan, Ricki Starr, Rick Drake, Rip Stone, Michael Parks, Kurt Manning et Jeff Austin.
- Breakaway (Jocks Video Pac 60) avec Chase Hunter, Alex Kincaid, Vince Rockland, Joey Morgan, Max Grand, Cort Jensen, Dave Logan et Jake Andrews. Dirigé par John Rutherford.
- Cocktales: Sex in Bars (Catalina compilation) avec Scott Hardman, Ryan Cassidy, Scott Baldwin, Kurt Wolff, Tyler Scott, Mark West, Randy White, Tom Katt, Danny Sommers, Tony Idol, et Randy Mixer.
- Colossal Cocks 4 (Catalina) avec Rob Cryston, Chris Champion, Zak Spears, Steve Rambo, Michael Cody, Cole Youngblood, Austin Black, Miguel Sanders, Marcello Reeves, Brandon Lee, Jacob Scott et Chad Hunt.
- Descent avec Marcus Iron, Chris Rock, Clay Powell, Todd Gibbs, Damian Ford, Blake Harper, Mark Mason, Zak Anders, Nick Moore, Rick Allen et Jason Branch.
- Forced Entry (Studio 2000) avec Kevin Dean, Jim Pulver, Beau Saxon, Sean Diamond, Tony Hampton, Vic Hall, Drew Nolan, Dean Johnson, Doug Perry et Rip Stone.
- Grand Prize (Falcon Video Pac 82, 1992) avec Alec Campbell, Chuck Hunter, Ray Butler, Alan Lambert, Cliff Parker, Grant King et Matt Gunther.
- Grease Guns (1993)avec Cody Foster, Chip Daniels, Marco Rossi, Darryl Brock, Sean Davis, Kurt Wolffe, Dave Logan et Donny Russo.
- Hand Jobs (Catalina) avec Gregg Manning, Chris Harts, Randy White, Chad Knight et Devin Davenport.
- Hard Body Video Magazine 4 (Men of Odyssey) avec Derek Cruise, Cort Stevens, Peter Bishop, Alex Thomas, Anthony Gallo, Jason Broderick, Hank Hightower, Chi Chi LaRue, Gender, Chris Green, Christian Fox et Alex Kincaid. Dirigé par Chi Chi LaRue.
- Hot Pursuit (Falcon Video Pac 80) avec Cliff Parker, Brett Ford, David Montana, Ted Matthews, Cameron Taylor, Dean Johnson, Jason Andrews, Steven Gibson, Tony Belmonte, Joe Romero, Michael Steel, Steve Vega et Chuck Hunter.
- Hot Wired 2: Turned On (Falcon Video Pac 148) avec Josh Weston, Brad Patton, Daniel Montes, Tommy Brandt, Filippo Romano, Trent Atkins, Antonio Majors et Steve Hogan.
- License To Thrill avec Tanner Reeves, Marco Rossi, Matt Windsor, Steve Regis, Zak Spears, Josh Taylor, Ken Adams et Ty Russell.
- Midnight Sun (Mustang Video Pac 12) avec Tony Belmonte, Johnny Rahm, Wes Daniels, Ted Matthews, Brett Ford, Danny Cocker, Brock Hunter, Cameron Taylor et Michael Steele.
- More Catalina Studs (Catalina compilation) avec Tom Katt, Derek Cruise, Phil Bradley, Steve Regis, Johnny Utah et Randall Maxxon.
- New Pledgemaster (Jocks Video Pac 65, 1995)  avec Ken Ryker, Casey Jordan, J.T. Sloan, Alec Powers, Devyn Foster, David Logan, Eric Marx et Peter Bishop.
- On the Mark avec Zak Spears, Donnie Russo, Dave Logan, Jake Andrews, Tyler Scott, Dex Weston et Steve Maverick. Dirigé par Steven Scarborough.
- Palm Springs Paradise (Catalina) avec Bo Summers, Joey Morgan, Tom Katt, Steve Regis, Jason Andrews, et Randy Mixer.
- Perfect Fit avec Dick Wolf (aussi connu sous le nom de Johnny Juju), Collin O'Neal, Joshua Adams (aussi connu sous le nom de Chet Roberts), Todd Maxwell, Bo Knight, Luis Vega, Hal Rodman, Matt Colmar, Mario Ortiz et Jake Summers.
- Roll in the Hay (Jocks Video Pac 61) avec Rob Cryston, Christian Fox, Dave Logan, Tim Baker, Ty Russell et Mark West. Dirigé par Chi Chi LaRue (sous le nom de "David Lawrence").
- Secret Sex (Catalina) avec Mark West, Rob Cryston, Steve Maverick, Jimmy Dante, Derek Cruise, Kurt Wolfe, et Zak Spears.
- Sex in the Great Outdoors 4 (Catalina compilation) avec Scott Randsome, Scott Russell, Johnny Roma, Cliff Parker, Scott Bond, Nick Romano, Cody Foster, Joey Morgan et Tony Brandon.
- Summer Buddies (Falcon Video Pac 83) avec Alan Lambert, Alec Campbell, Dean Johnson, Cliff Parker, Chad Knight et Rob Cryston.
- Voice Male (Catalina) avec Lee Bowman, Bill Wadkins, Rob Cryston, Jeff Dillon, Steve Regis, Mark Winston et Bill Marlowe.

## Récompense
- Adult Erotic Gay Video Awards du meilleur nouveau talent en 1991[5].